# Canton de Chartres-Nord
Le canton de Chartres-Nord est une ancienne division administrative française située dans le département d'Eure-et-Loir, en région Centre-Val de Loire. Il est issu du découpage en 1800 du canton de Chartres et il a existé jusqu'en 1973.

## Composition (de 1833 à 1973)
Communes de :
- Chartres (nord)
- Amilly
- Bailleau-l'Évêque
- Berchères-la-Maingot
- Briconville
- Challet
- Champhol
- Cintray
- Clévilliers
- Coltainville
- Fresnay-le-Gilmert
- Gasville
- Jouy
- Lèves
- Lucé
- Mainvilliers
- Poisvilliers
- Saint-Aubin-des-Bois
- Saint-Germain-la-Gâtine
- Saint-Prest

## Histoire
De 1800 à 1833, les conseillers généraux sont nommés. À partir de 1833, ils sont élus. Le canton est supprimé en 1973 et divisé en deux cantons Chartres-Nord-Est et Chartres-Nord-Ouest.

## Représentation

### Conseillers généraux de 1833 à 1973
| Période | Période          | Identité                              | Étiquette                                                 | Qualité |
| ------- | ---------------- | ------------------------------------- | --------------------------------------------------------- | --- |
| 1833    | 1842             | François-André Isambert               | Opposition constitutionnelle puis Gauche                  | Avocat Conseiller général d' Eure-et-Loir (avant 1833) Député d'Eure-et-Loir (1830-1831, 1832-1849) |
| 1842    | 1847 (décès)     | Denis-Agricola Durand-Claye           |                                                           | Chef de bureau au ministère de la Justice, Paris |
| 1847    | 1852             | Antoine Auguste Barthélémy            | Gauche                                                    | Imprimeur - Maire de Bailleau-l'Évêque Député d'Eure-et-Loir (1848-1851) |
| 1852    | 1867             | Jean-Baptiste Simon Genreau           |                                                           | Conseiller à la Cour Impériale de Paris |
| 1867    | 1871             | Jean-Baptiste Billard de Saint-Laumer |                                                           | Maire de Chartres (1865-1870 et 1874-1876) |
| 1871    | 1885 (démission) | Jules-Jacques Delacroix               | Centre gauche                                             | Pharmacien Maire de Chartres (1870-1874 et 1876-1880) Député d'Eure-et-Loir (1871-1876) - Sénateur d'Eure-et-Loir (1876-1885) |
| 1885    | 1889             | Louis-Albert Letellier                |                                                           | Magistrat |
| 1889    | 1901             | François-Denis Alleaume               | Républicain                                               | Médecin, propriétaire à Chartres Maire de Berchères-la-Maingot |
| 1901    | 1908 (décès)     | Gustave-Napoléon-Stanislas Quijoux    | Républicain                                               | Maire de Jouy |
| 1908    | 1912 (décès)     | François-Jacques Martin               | Parti républicain, radical et radical-socialiste          | Docteur en médecine à Lèves |
| 1913    | 1931             | Léon André                            | Union républicaine et démocratique                        | Propriétaire à Chartres |
| 1931    | 1940             | Paul Constantin                       | Parti républicain, radical et radical-socialiste          | Agriculteur à Challet, conseiller d'arrondissement |
|         |                  |                                       |                                                           | |
| 1945    | 1951             | André Gagnon                          | SFIO                                                      | Marchand de cycles, industriel Maire de Chartres (1945-1947) |
| 1951    | 1953 (décès)     | Paul Foulon                           | DVD                                                       | Médecin à Chartres |
| 1953    | 1973             | Edmond Desouches                      | Parti républicain, radical et radical-socialiste puis MRG | Directeur de la Régie d'électricité Maire de Lucé (1947-1989) Député d'Eure-et-Loir (1956-1968) Conseiller général du canton de Chartres-Nord-Ouest (1973-1982) Président du conseil général d'Eure-et-Loir (1976-1979) Conseiller général du canton de Lucé (1982-1988) |

### Conseillers d'arrondissement (de 1833 à 1940)
Le canton de Chartres Nord avait deux conseillers d'arrondissement à partir de 1926.
| Période                                  | Période      | Identité                                   | Étiquette       | Qualité |
| ---------------------------------------- | ------------ | ------------------------------------------ | --------------- | --- |
| 1833                                     | 1844 (décès) | Jean Baptiste de Saint-Germain (1770-1844) |                 | Ancien agriculteur, propriétaire à Clévilliers                                                              |
|                                          |              |                                            |                 | |
| 1913                                     | 1928         | Georges Hache                              | Droite          | Cultivateur, négociant en grains, maire de Jouy                                                             |
| Septembre 1925                           |              | Gaston Damiot                              |                 | Médecin, maire de Lèves                                                                                     |
| 1928                                     | 1931         | Paul Constantin                            | Radical         | Agriculteur à Challet                                                                                       |
| 1931                                     | 1934         | Jean Roux                                  | Radical         | Conseiller municipal de Chartres, Secrétaire Général de l'Office des pupilles de la Nation d'Eure-et-Loir   |
| 1931                                     | 1934         | Eugène Monnier                             | Radical         | Ancien cultivateur, conseiller municipal d'Amilly                                                           |
| 1934                                     | 1940         | Charles Launay                             | Union nationale | Pharmacien à Jouy                                                                                           |
| 1934                                     | 1940         | M. Prévosteau                              | Union nationale | Cultivateur à Clévilliers                                                                                   |
| 1940                                     |              |                                            |                 | Les conseils d'arrondissement ont été suspendus par la loi du 12 octobre 1940 et n'ont jamais été réactivés |
| Les données manquantes sont à compléter. |              |                                            |                 | |